# برونو زامبرینی
برونو زامبرینی (ایتالیایی: Bruno Zambrini؛ زادهٔ ۵ آوریل ۱۹۳۵) موسیقی‌دان، تهیه‌کننده موسیقی و آهنگساز اهل ایتالیا است.
از جمله آثار او می‌توان به کانتربری ممنوعه، دکامرون شماره ۳ – زیباترین زنان بوکاچو، تا ابد جوان، پاپاراتزی، تعطیلات در مریخ، حالت پرواز و مأموران آتش‌نشانی اشاره کرد.